# Brighton & Hove Albion Football Club 2024-2025
Questa voce raccoglie le informazioni riguardanti il Brighton & Hove Albion Football Club nelle competizioni ufficiali della stagione 2024-2025.

## Stagione
Questa stagione è la 8ª stagione consecutiva in Premier League per il Brighton. Oltre alla partecipazione in Premier League, il Brighton prenderà parte alla FA Cup e alla EFL Cup.

## Maglie e sponsor
| Casa | Trasferta | Terza maglia |

## Rosa
Rosa, numerazione e ruoli, tratti dal sito ufficiale, sono aggiornati al 17 novembre 2024.
| N. |                           | Ruolo | Calciatore            |
| -- | ------------------------- | ----- | --------------------- |
| 1  | Paesi Bassi (bandiera)    | P     | Bart Verbruggen       |
| 2  | Ghana (bandiera)          | D     | Tariq Lamptey         |
| 3  | Brasile (bandiera)        | D     | Igor                  |
| 4  | Inghilterra (bandiera)    | D     | Adam Webster          |
| 5  | Inghilterra (bandiera)    | D     | Lewis Dunk (capitano) |
| 6  | Inghilterra (bandiera)    | C     | James Milner          |
| 7  | Inghilterra (bandiera)    | C     | Solly March           |
| 8  | Germania (bandiera)       | C     | Mahmoud Dahoud        |
| 8  | Germania (bandiera)       | A     | Brajan Gruda          |
| 9  | Brasile (bandiera)        | A     | João Pedro            |
| 10 | Paraguay (bandiera)       | A     | Julio Enciso          |
| 11 | Scozia (bandiera)         | C     | Billy Gilmour         |
| 11 | Costa d'Avorio (bandiera) | C     | Simon Adingra         |
| 14 | Francia (bandiera)        | A     | Georginio Rutter      |
| 15 | Polonia (bandiera)        | C     | Jakub Moder           |
| 16 | Ecuador (bandiera)        | A     | Jeremy Sarmiento      |
| 17 | Gambia (bandiera)         | A     | Yankuba Minteh        |
| 18 | Inghilterra (bandiera)    | A     | Danny Welbeck         |
| 19 | Argentina (bandiera)      | D     | Valentín Barco        |
| 20 | Camerun (bandiera)        | C     | Carlos Baleba         |
| 22 | Giappone (bandiera)       | C     | Kaoru Mitoma          |
| 23 | Inghilterra (bandiera)    | P     | Jason Steele          |

| N. |                        | Ruolo | Calciatore            |
| -- | ---------------------- | ----- | --------------------- |
| 24 | Turchia (bandiera)     | C     | Ferdi Kadıoğlu        |
| 26 | Svezia (bandiera)      | C     | Yasin Ayari           |
| 27 | Paesi Bassi (bandiera) | C     | Mats Wieffer          |
| 28 | Irlanda (bandiera)     | A     | Evan Ferguson         |
| 29 | Paesi Bassi (bandiera) | D     | Jan Paul van Hecke    |
| 30 | Ecuador (bandiera)     | D     | Pervis Estupiñán      |
| 31 | Senegal (bandiera)     | C     | Abdallah Sima         |
| 32 | Australia (bandiera)   | C     | Cameron Peupion       |
| 33 | Danimarca (bandiera)   | C     | Matt O'Riley          |
| 34 | Paesi Bassi (bandiera) | D     | Joël Veltman          |
| 37 | Inghilterra (bandiera) | C     | Jensen Weir           |
| 38 | Irlanda (bandiera)     | P     | Killian Cahill        |
| 39 | Inghilterra (bandiera) | P     | Carl Rushworth        |
| 40 | Mali (bandiera)        | C     | Malick Yalcouyé       |
| 41 | Inghilterra (bandiera) | C     | Jack Hinshelwood      |
| 47 | Inghilterra (bandiera) | D     | Imari Samuels         |
| 49 | Inghilterra (bandiera) | D     | Odeluga Offiah        |
| 51 | Irlanda (bandiera)     | A     | Mark O'Mahony         |
|    | Inghilterra (bandiera) | C     | Amario Cozier-Duberry |

## Calciomercato

### Sessione estiva
| Acquisti         | Acquisti         | Acquisti       | Acquisti                    |
| R.               | Nome             | da             | Modalità                    |
| ---------------- | ---------------- | -------------- | --------------------------- |
| A                | Georginio Rutter | Leeds Utd      | definitivo (46,7 milioni €) |
| A                | Yankuba Minteh   | Newcastle Utd  | definitivo (35 milioni €)   |
| C                | Mats Wieffer     | Feyenoord      | definitivo (32 milioni €)   |
| A                | Brajan Gruda     | Magonza        | definitivo (31,5 milioni €) |
| D                | Ferdi Kadıoğlu   | Fenerbahçe     | definitivo (30 milioni €)   |
| C                | Matt O'Riley     | Celtic         | definitivo (29,5 milioni €) |
| A                | Ibrahim Osman    | Nordsjælland   | definitivo (19,5 milioni €) |
| C                | Malick Yalcouyé  | IFK Göteborg   | definitivo (7 milioni €)    |
| Altre operazioni |                  |                |                             |
| R.               | Nome             | da             | Modalità                    |
| P                | Carl Rushworth   | Swansea City   | fine prestito               |
| A                | Deniz Undav      | Stoccarda      | fine prestito               |
| C                | Mahmoud Dahoud   | Stoccarda      | fine prestito               |
| C                | Kacper Kozłowski | Vitesse        | fine prestito               |
| C                | Steven Alzate    | Standard Liegi | fine prestito               |
| A                | Adrian Mazilu    | Vitesse        | fine prestito               |

| Cessioni         | Cessioni              | Cessioni              | Cessioni                    |
| R.               | Nome                  | a                     | Modalità                    |
| ---------------- | --------------------- | --------------------- | --------------------------- |
| A                | Deniz Undav           | Stoccarda             | definitivo (26,7 milioni €) |
| C                | Billy Gilmour         | Napoli                | definitivo (14 milioni €)   |
| C                | Pascal Groß           | Borussia Dortmund     | definitivo (7 milioni €)    |
| C                | Marc Leonard          | Birmingham City       | definitivo (590 mila €)     |
| C                | Mahmoud Dahoud        | Eintracht Francoforte | gratuito                    |
| C                | Adam Lallana          | Southampton           | gratuito                    |
| C                | Facundo Buonanotte    | Leicester City        | prestito                    |
| D                | Valentín Barco        | Siviglia              | prestito                    |
| A                | Ibrahim Osman         | Feyenoord             | prestito                    |
| A                | Abdallah Sima         | Brest                 | prestito                    |
| A                | Jeremy Sarmiento      | Burnley               | prestito                    |
| Altre operazioni |                       |                       |                             |
| R.               | Nome                  | a                     | Modalità                    |
| C                | Kacper Kozłowski      | Gaziantep             | n.d.                        |
| C                | Malick Yalcouyé       | Sturm Graz            | prestito                    |
| P                | Carl Rushworth        | Hull City             | prestito                    |
| C                | Andrew Moran          | Stoke City            | prestito                    |
| A                | Amario Cozier-Duberry | Blackburn Rovers      | prestito                    |
| P                | Tom McGill            | MK Dons               | prestito                    |
| D                | Odeluga Offiah        | Blackpool             | prestito                    |
| A                | Ansu Fati             | Barcellona            | fine prestito               |
| C                | Steven Alzate         |                       | svincolato                  |

### Sessione invernale
| Acquisti         | Acquisti         | Acquisti         | Acquisti                  |
| R.               | Nome             | da               | Modalità                  |
| Altre operazioni | Altre operazioni | Altre operazioni | Altre operazioni          |
| R.               | Nome             | da               | Modalità                  |
| ---------------- | ---------------- | ---------------- | ------------------------- |
| P                | Carl Rushworth   | Hull City        | fine prestito             |
| A                | Stefanos Tzimas  | Norimberga       | definitivo (25 milioni €) |
| D                | Valentín Barco   | Siviglia         | fine prestito             |

| Cessioni         | Cessioni        | Cessioni     | Cessioni                   |
| R.               | Nome            | a            | Modalità                   |
| ---------------- | --------------- | ------------ | -------------------------- |
| A                | Evan Ferguson   | West Ham Utd | prestito                   |
| C                | Jakub Moder     | Feyenoord    | definitivo (1,5 milioni €) |
| Altre operazioni |                 |              |                            |
| R.               | Nome            | da           | Modalità                   |
| A                | Stefanos Tzimas | Norimberga   | prestito                   |
| D                | Valentín Barco  | Strasburgo   | prestito                   |

## Risultati

### Premier League

#### Girone di andata
| Arbitro: | Hooper |

|  |           |                                    |
|  | Marcatori | 26’ Mitoma 56’ Welbeck 87’ Adingra |

| Arbitro: | Pawson |

|                              |           |            |
| Welbeck 32’ João Pedro 90+5’ | Marcatori | 60’ Diallo |

| Arbitro: | Kavanagh |

|             |           |                |
| Havertz 38’ | Marcatori | 58’ João Pedro |

| Brighton 14 settembre 2024, ore 15:00 WEST 4ª giornata | Brighton | 0 – 0 referto | Ipswich Town | AMEX Stadium (41 573 spett.)\| Arbitro: \| Barrott \| |
| Arbitro:                                               | Barrott  |               |              |                                                       |

| Arbitro: | R. Jones |

|                             |           |                      |
| Hinshelwood 42’ Welbeck 45’ | Marcatori | 13’ Wood 70’ R. Sosa |

| Arbitro: | Bankes |

|                                  |           |                      |
| Palmer 21’, 28’ (rig.), 31’, 41’ | Marcatori | 7’ Rutter 34’ Baleba |

| Arbitro: | Coote |

|                                   |           |                             |
| Minteh 48’ Rutter 58’ Welbeck 66’ | Marcatori | 23’ B. Johnson 37’ Maddison |

| Arbitro: | Bankes |

|  |           |             |
|  | Marcatori | 35’ Welbeck |

| Arbitro: | Oliver |

|                          |           |                           |
| Welbeck 45’ Ferguson 85’ | Marcatori | 88’ Aït-Nouri 90+3’ Cunha |

| Arbitro: | Harrington |

|                     |           |              |
| Gakpo 69’ Salah 72’ | Marcatori | 14’ Kadıoğlu |

| Arbitro: | Barrott |

|                            |           |             |
| João Pedro 78’ O'Riley 83’ | Marcatori | 23’ Haaland |

| Arbitro: | Attwell |

|              |           |                          |
| Brooks 90+3’ | Marcatori | 4’ João Pedro 49’ Mitoma |

| Arbitro: | R. Jones |

|            |           |            |
| Mitoma 29’ | Marcatori | 59’ Downes |

| Arbitro: | Bankes |

|                                  |           |            |
| Iwobi 4’, 87’ O'Riley 79’ (aut.) | Marcatori | 56’ Baleba |

| Arbitro: | Attwell |

|                      |           |                        |
| Vardy 86’ Reid 90+1’ | Marcatori | 37’ Lamptey 79’ Minteh |

| Arbitro: | Oliver |

|                  |           |                               |
| Guéhi 87’ (aut.) | Marcatori | 27’ Chalobah 33’, 82’ I. Sarr |

| Arbitro: | R. Jones |

|           |           |             |
| Kudus 58’ | Marcatori | 51’ Wieffer |

| Brighton 27 dicembre 2024, ore 19:30 WET 18ª giornata | Brighton | 0 – 0 referto | Brentford | AMEX Stadium (31 548 spett.)\| Arbitro: \| Madley \| |
| Arbitro:                                              | Madley   |               |           |                                                      |

| Arbitro: | Pawson |

|                               |           |                         |
| Watkins 36’ (rig.) Rogers 47’ | Marcatori | 12’ Adingra 81’ Lamptey |

#### Girone di ritorno
| Arbitro: | Taylor |

|                       |           |             |
| João Pedro 61’ (rig.) | Marcatori | 16’ Nwaneri |

| Arbitro: | Harrington |

|  |           |                       |
|  | Marcatori | 59’ Mitoma 81’ Rutter |

| Arbitro: | Bankes |

|                         |           |                                 |
| B. Fernandes 23’ (rig.) | Marcatori | 5’ Minteh 60’ Mitoma 76’ Rutter |

| Arbitro: | Robinson |

|  |           |                      |
|  | Marcatori | 42’ (rig.) I. Ndiaye |

| Arbitro: | Hooper |

|                                                                                         |           |  |
| Dunk 12’ (aut.) Gibbs-White 25’ Wood 32’, 64’, 69’ (rig.) Williams 89’ Jota Silva 90+1’ | Marcatori |  |

| Arbitro: | Kavanagh |

|                            |           |  |
| Mitoma 27’ Minteh 38’, 63’ | Marcatori |  |

| Arbitro: | D. Bond |

|  |           |                                                      |
|  | Marcatori | 23’ João Pedro 56’ Rutter 71’ Mitoma 82’ Hinshelwood |

| Arbitro: | Oliver |

|                                   |           |                 |
| João Pedro 12’ (rig.) Welbeck 75’ | Marcatori | 61’ J. Kluivert |

| Arbitro: | Barrott |

|                                       |           |                |
| Van Hecke 41’ João Pedro 90+8’ (rig.) | Marcatori | 35’ R. Jiménez |

| Arbitro: | Hooper |

|                                 |           |                                   |
| Haaland 11’ (rig.) Marmoush 39’ | Marcatori | 21’ Estupiñán 48’ (aut.) Khusanov |

| Arbitro: | Attwell |

|  |           |                                       |
|  | Marcatori | 51’ Rashford 78’ Asensio 90+10’ Malen |

| Arbitro: | Taylor |

|                     |           |             |
| Mateta 3’ Muñoz 55’ | Marcatori | 31’ Welbeck |

| Arbitro: | D. Bond |

|                                   |           |                        |
| João Pedro 31’ (rig.), 55’ (rig.) | Marcatori | 38’ Mavididi 74’ Okoli |

| Arbitro: | Robinson |

|                                         |           |                          |
| Mbeumo 9’, 48’ Wissa 58’ Nørgaard 90+5’ | Marcatori | 45+3’ Welbeck 81’ Mitoma |

| Arbitro: | England |

|                                   |           |                      |
| Ayari 13’ Mitoma 89’ Baleba 90+2’ | Marcatori | 48’ Kudus 83’ Souček |

| Arbitro: | Pawson |

|            |           |                 |
| Minteh 28’ | Marcatori | 89’ (rig.) Isak |

| Arbitro: | Oliver |

|  |           |                              |
|  | Marcatori | 28’ (rig.) Welbeck 85’ Gruda |

| Arbitro: | Madley |

|                                      |           |                             |
| Ayari 32’ Mitoma 65’ Hinshelwood 85’ | Marcatori | 9’ Elliott 45+1’ Szoboszlai |

| Arbitro: | R. Jones |

|                    |           |                                                        |
| Solanke 17’ (rig.) | Marcatori | 51’, 64’ Hinshelwood 88’ (rig.) O'Riley 90+3’ D. Gómez |

### FA Cup
| Arbitro: | Hooper |

|  |           |                                        |
|  | Marcatori | 37’, 45+2’ Rutter 59’ Enciso 74’ March |

| Arbitro: | Gillett |

|                       |           |                      |
| Rutter 12’ Mitoma 57’ | Marcatori | 5’ (aut.) Verbruggen |

| Arbitro: | Taylor |

|                 |           |                         |
| Isak 22’ (rig.) | Marcatori | 44’ Minteh 114’ Welbeck |

| Arbitro: | Bankes |

|                                            |                      |                                                      |
| João Pedro Gruda Hinshelwood D. Gómez Dunk | Tiri di rigore 3 – 4 | E. Anderson Hudson-Odoi N. Williams Milenković Yates |

### EFL Cup
| Arbitro: | Chilowicz |

|                                                    |           |  |
| Adingra 31’ Sarmiento 48’ Webster 84’ O'Mahony 86’ | Marcatori |  |

| Arbitro: | Brooks |

|                                     |           |                        |
| Baleba 14’ Adingra 31’ Kadıoğlu 85’ | Marcatori | 44’ Guedes 90+1’ Doyle |

| Arbitro: | D. Bond |

|                         |           |                            |
| Adingra 81’ Lamptey 90’ | Marcatori | 46’, 63’ Gakpo 85’ L. Díaz |

## Statistiche finali

### Statistiche di squadra
| Competizione   | Punti | In casa | In casa | In casa | In casa | In casa | In casa | In trasferta | In trasferta | In trasferta | In trasferta | In trasferta | In trasferta | Totale | Totale | Totale | Totale | Totale | Totale | DR  |
| Competizione   | Punti | G       | V       | N       | P       | Gf      | Gs      | G            | V            | N            | P            | Gf           | Gs           | G      | V      | N      | P      | Gf     | Gs     | DR  |
| -------------- | ----- | ------- | ------- | ------- | ------- | ------- | ------- | ------------ | ------------ | ------------ | ------------ | ------------ | ------------ | ------ | ------ | ------ | ------ | ------ | ------ | --- |
| Premier League | 61    | 19      | 8       | 8       | 3       | 30      | 26      | 19           | 8            | 5            | 6            | 36           | 33           | 38     | 16     | 13     | 9      | 66     | 59     | +7  |
| FA Cup         | -     | 2       | 1       | 1       | 0       | 2       | 1       | 2            | 2            | 0            | 0            | 6            | 1            | 4      | 3      | 1      | 0      | 8      | 2      | +6  |
| League Cup     | -     | 3       | 2       | 0       | 1       | 9       | 5       | -            | -            | -            | -            | -            | -            | 3      | 2      | 0      | 1      | 9      | 5      | +4  |
| Totale         | -     | 24      | 11      | 9       | 4       | 41      | 32      | 21           | 10           | 5            | 6            | 42           | 34           | 45     | 21     | 14     | 10     | 83     | 66     | +17 |

### Andamento in campionato
| Giornata  | 1 | 2 | 3 | 4 | 5 | 6 | 7 | 8 | 9 | 10 | 11 | 12 | 13 | 14 | 15 | 16 | 17 | 18 | 19 | 20 | 21 | 22 | 23 | 24 | 25 | 26 | 27 | 28 | 29 | 30 | 31 | 32 | 33 | 34 | 35 | 36 | 37 | 38 |
| --------- | - | - | - | - | - | - | - | - | - | -- | -- | -- | -- | -- | -- | -- | -- | -- | -- | -- | -- | -- | -- | -- | -- | -- | -- | -- | -- | -- | -- | -- | -- | -- | -- | -- | -- | -- |
| Luogo     | T | C | T | C | C | T | C | T | C | T  | C  | T  | C  | T  | T  | C  | T  | C  | T  | C  | T  | T  | C  | T  | C  | T  | C  | C  | T  | C  | T  | C  | T  | C  | C  | T  | C  | T  |
| Risultato | V | V | N | N | N | P | V | V | N | P  | V  | V  | N  | P  | N  | P  | N  | N  | N  | N  | V  | V  | P  | P  | V  | V  | V  | V  | N  | P  | P  | N  | P  | V  | N  | V  | V  | V  |
| Posizione | 1 | 2 | 3 | 6 | 7 | 9 | 6 | 5 | 6 | 8  | 6  | 5  | 4  | 5  | 7  | 9  | 10 | 10 | 10 | 10 | 9  | 9  | 9  | 10 | 10 | 9  | 8  | 7  | 7  | 8  | 9  | 10 | 10 | 9  | 10 | 9  | 8  | 8  |

Legenda:

Luogo: C = Casa; T = Trasferta. Risultato: V = Vittoria; N = Pareggio; P = Sconfitta.

### Statistiche dei giocatori
Sono in corsivo i calciatori che hanno lasciato la società a stagione in corso.
| Giocatore      | Premier League | Premier League | Premier League | Premier League | FA Cup   | FA Cup | FA Cup      | FA Cup     | League Cup | League Cup | League Cup  | League Cup | Totale   | Totale | Totale      | Totale     |
| Giocatore      | Presenze       | Reti           | Ammonizioni    | Espulsioni     | Presenze | Reti   | Ammonizioni | Espulsioni | Presenze   | Reti       | Ammonizioni | Espulsioni | Presenze | Reti   | Ammonizioni | Espulsioni |
| -------------- | -------------- | -------------- | -------------- | -------------- | -------- | ------ | ----------- | ---------- | ---------- | ---------- | ----------- | ---------- | -------- | ------ | ----------- | ---------- |
| S. Adingra     | 29             | 2              | 0              | 0              | 1        | 0      | 0           | 0          | 3          | 3          | 0           | 0          | 33       | 5      | 0           | 0          |
| Y. Ayari       | 34             | 2              | 3              | 0              | 3        | 0      | 0           | 0          | 2          | 0          | 1           | 0          | 39       | 2      | 4           | 0          |
| C. Baleba      | 34             | 3              | 6              | 1              | 4        | 0      | 1           | 0          | 2          | 1          | 0           | 0          | 40       | 4      | 7           | 1          |
| E. Cashin      | 2              | 0              | 0              | 0              | 0        | 0      | 0           | 0          | 0          | 0          | 0           | 0          | 2        | 0      | 0           | 0          |
| L. Dunk        | 25             | 0              | 5              | 0              | 2        | 0      | 0           | 0          | 0          | 0          | 0           | 0          | 27       | 0      | 5           | 0          |
| J. Enciso      | 12             | 0              | 0              | 0              | 1        | 1      | 0           | 0          | 3          | 0          | 0           | 0          | 16       | 1      | 0           | 0          |
| P. Estupiñán   | 30             | 1              | 5              | 0              | 3        | 0      | 1           | 0          | 3          | 0          | 1           | 0          | 36       | 1      | 7           | 0          |
| E. Ferguson    | 13             | 1              | 0              | 0              | 0        | 0      | 0           | 0          | 2          | 0          | 1           | 0          | 15       | 1      | 1           | 0          |
| B. Gilmour     | 2              | 0              | 0              | 0              | 0        | 0      | 0           | 0          | 0          | 0          | 0           | 0          | 2        | 0      | 0           | 0          |
| D. Gómez       | 16             | 1              | 0              | 0              | 3        | 0      | 1           | 0          | 0          | 0          | 0           | 0          | 19       | 1      | 1           | 0          |
| B. Gruda       | 21             | 1              | 0              | 0              | 3        | 0      | 1           | 0          | 1          | 0          | 0           | 0          | 25       | 1      | 1           | 0          |
| J. Hinshelwood | 26             | 5              | 5              | 0              | 3        | 0      | 0           | 0          | 2          | 0          | 1           | 0          | 31       | 5      | 6           | 0          |
| H. Howell      | 1              | 0              | 0              | 0              | 0        | 0      | 0           | 0          | 0          | 0          | 0           | 0          | 1        | 0      | 0           | 0          |
| Igor           | 13             | 0              | 4              | 0              | 0        | 0      | 0           | 0          | 3          | 0          | 1           | 0          | 16       | 0      | 5           | 0          |
| João Pedro     | 27             | 10             | 4              | 1              | 3        | 0      | 0           | 0          | 0          | 0          | 0           | 0          | 30       | 10     | 4           | 1          |
| F. Kadıoğlu    | 6              | 1              | 1              | 0              | 0        | 0      | 0           | 0          | 2          | 1          | 0           | 0          | 8        | 2      | 1           | 0          |
| T. Lamptey     | 15             | 2              | 0              | 0              | 2        | 0      | 2           | 1          | 3          | 1          | 0           | 0          | 20       | 3      | 2           | 1          |
| S. March       | 1              | 0              | 0              | 0              | 1        | 1      | 0           | 0          | 0          | 0          | 0           | 0          | 2        | 1      | 0           | 0          |
| S. March       | 8              | 0              | 2              | 0              | 2        | 1      | 0           | 0          | 0          | 0          | 0           | 0          | 10       | 1      | 2           | 0          |
| R. McConville  | 0              | 0              | 0              | 0              | 1        | 0      | 0           | 0          | 0          | 0          | 0           | 0          | 1        | 0      | 0           | 0          |
| J. Milner      | 4              | 0              | 1              | 0              | 0        | 0      | 0           | 0          | 0          | 0          | 0           | 0          | 4        | 0      | 1           | 0          |
| Y. Minteh      | 32             | 6              | 5              | 0              | 4        | 1      | 0           | 0          | 1          | 0          | 0           | 0          | 37       | 7      | 5           | 0          |
| K. Mitoma      | 36             | 10             | 1              | 0              | 4        | 1      | 0           | 0          | 1          | 0          | 0           | 0          | 41       | 11     | 1           | 0          |
| J. Moder       | 4              | 0              | 0              | 0              | 1        | 0      | 0           | 0          | 1          | 0          | 0           | 0          | 6        | 0      | 0           | 0          |
| M. O'Mahony    | 0              | 0              | 0              | 0              | 0        | 0      | 0           | 0          | 1          | 1          | 0           | 0          | 1        | 1      | 0           | 0          |
| M. O'Riley     | 21             | 2              | 1              | 0              | 1        | 0      | 0           | 0          | 1          | 0          | 0           | 0          | 23       | 2      | 1           | 0          |
| O. Offiah      | 0              | 0              | 0              | 0              | 0        | 0      | 0           | 0          | 1          | 0          | 0           | 0          | 1        | 0      | 0           | 0          |
| C. Peupion     | 0              | 0              | 0              | 0              | 0        | 0      | 0           | 0          | 1          | 0          | 0           | 0          | 1        | 0      | 0           | 0          |
| G. Rutter      | 28             | 5              | 2              | 0              | 4        | 3      | 1           | 0          | 0          | 0          | 0           | 0          | 32       | 8      | 3           | 0          |
| I. Samuels     | 0              | 0              | 0              | 0              | 0        | 0      | 0           | 0          | 1          | 0          | 0           | 0          | 1        | 0      | 0           | 0          |
| J. Sarmiento   | 1              | 0              | 0              | 0              | 0        | 0      | 0           | 0          | 1          | 1          | 0           | 0          | 2        | 1      | 0           | 0          |
| J. Steele      | 2              | -1             | 0              | 0              | 1        | -0     | 0           | 0          | 2          | -5         | 0           | 0          | 5        | -6     | 0           | 0          |
| J.P. Van Hecke | 34             | 1              | 6              | 1              | 4        | 0      | 0           | 0          | 1          | 0          | 0           | 0          | 39       | 1      | 6           | 1          |
| J. Veltman     | 21             | 0              | 5              | 0              | 2        | 0      | 1           | 0          | 1          | 0          | 0           | 0          | 24       | 0      | 6           | 0          |
| B. Verbruggen  | 36             | -58            | 5              | 0              | 3        | -2     | 0           | 0          | 1          | -0         | 0           | 0          | 40       | -60    | 5           | 0          |
| J. Weir        | 0              | 0              | 0              | 0              | 0        | 0      | 0           | 0          | 1          | 0          | 0           | 0          | 1        | 0      | 0           | 0          |
| A. Webster     | 14             | 0              | 1              | 0              | 4        | 0      | 1           | 0          | 2          | 1          | 1           | 0          | 20       | 1      | 3           | 0          |
| D. Welbeck     | 30             | 10             | 4              | 0              | 4        | 1      | 0           | 0          | 2          | 0          | 0           | 0          | 36       | 11     | 4           | 0          |
| M. Wieffer     | 25             | 1              | 6              | 0              | 1        | 0      | 0           | 0          | 2          | 0          | 0           | 0          | 28       | 1      | 6           | 0          |